# 刘劲 (鲁王)
刘劲（前1世纪—前24年），一作刘封，西汉鲁孝王刘庆忌子。甘露三年（公元前51年）袭封，阳朔元年（公元前24年）去世，谥顷。子刘睃袭封。
其余诸子郚鄉侯刘闵（后亦封为鲁王）、建鄉釐侯刘康、新陽頃侯刘永。

## 家庭

### 劉睃系
汉成帝阳朔二年（前23年）刘劲的儿子刘晙嗣位鲁王。刘晙在位十九年，无子，谥号文。

### 劉閔系
陽朔四年（前21年）四月甲寅日封魯頃王之子劉閔為郚鄉侯，建平三年（前4年）為魯王。其子劉延於元始元年（1年）為宰鄉侯，始建國元年（9年），廢除宰鄉侯。魯王劉閔貶为魯公，次年，獻神書言王莽之德，封列侯，賜姓王。
| 西漢郚鄉侯國（前21年－前4年） |      |            |      |          |               |
| 傳位                          | 世   | 稱號及諡號 | 姓名 | 在位年數 | 在位時間      |
| 第1任                         | 始封 | 郚鄉侯     | 刘闵 | 18年     | 前21年－前4年 |
| 劉閔即魯王位，國除            |      |            |      |          |               |

| 西漢宰鄉侯國（1年－8年） |      |            |      |          |          |
| 傳位                     | 世   | 稱號及諡號 | 姓名 | 在位年數 | 在位時間 |
| 第1任                    | 始封 | 宰鄉侯     | 劉延 | 8年      | 1年－8年 |
| 王莽篡位，國除           |      |            |      |          |          |

### 劉康系
陽朔四年（前21年）四月甲寅日封魯頃王之子劉康為建鄉侯，其子劉自當襲封，始建國元年（9年），廢除建鄉侯。
| 西漢建鄉侯國（21年－8年） |      |            |        |          |            |
| 傳位                      | 世   | 稱號及諡號 | 姓名   | 在位年數 | 在位時間   |
| 第1任                     | 始封 | 建鄉釐侯   | 劉康   | ？       | 前21年－？ |
| 第2任                     | 二世 | 建鄉侯     | 劉自當 | ？       | ？－8年    |
| 王莽篡位，國除            |      |            |        |          |            |

### 劉永系
鸿嘉二年（前19年）五月戊子日封魯頃王之子劉永為新陽侯，其子劉級襲封，始建國元年（9年），廢除新陽侯。
| 西漢新陽侯國（19年－8年） |      |            |      |          |            |
| 傳位                      | 世   | 稱號及諡號 | 姓名 | 在位年數 | 在位時間   |
| 第1任                     | 始封 | 新陽頃侯   | 劉永 | ？       | 前19年－？ |
| 第2任                     | 二世 | 新陽侯     | 劉級 | ？       | ？－8年    |
| 王莽篡位，國除            |      |            |      |          |            |